# 마일리 사이러스
마일리 레이 사이러스(영어: Miley Ray Cyrus, 1992년 11월 23일 ~ )는 미국의 배우, 가수다. 마일리는 디즈니 채널의 《한나 몬타나》에서 마일리 스튜어트(한나 몬타나) 역을 맡으며 스타덤에 올랐다. 마일리는 사운드트랙 음악을 녹음했는데, 《한나 몬타나》 (2006)와 《Hannah Montana 2: Meet Miley Cyrus》 (2007)가 월트 디즈니 레코드를 통해 발매되었다. 《한나 몬타나》 프랜차이즈의 성공으로 사이러스는 최고의 아이돌 가수가 되었다. 2007년에는 솔로 가수로 데뷔하기 위해 할리우드 레코드와 계약을 했다. 같은 해에 Best of Both Worlds Tour를 시작했고, 몬타나와 스튜어트를 흉내내며 1인 2역을 소화했다. 이 투어는 나중에 콘서트 영화로 개봉했는데, 높은 수익을 올렸고 제목은 《한나 몬타나 & 마일리 사이러스: 베스트 오브 보스 월드 콘서트》 (2008)였다. 2008년 7월에는 마일리 사이러스가 상업적인 성공을 거둔 솔로 음반 《Breakout》 (2008)을 발매했다.
마일리는 애니메이션 영화 《볼트》 (2008)에서 "페니"의 목소리 역으로 출연하기도 했다. 데뷔작인 《볼트》의 주제가 "I Thought I Lost You"를 불러 골든 글로브상에서 최우수 오리지널 노래 상을 받았다. 2009년 마일리는 《한나 몬타나: 더 무비》에서 다시 한번 마일리 스튜어트/한나 몬타나 역을 맡았으며, 컨트리와 어덜트 컨템포러리 장르의 음악을 시도했다.
마일리는 2009년에 《The Time of Our Lives》를 발매, 영화 《라스트 송》 (2010)을 걸치며 점점 성인적인 이미지로 변신하기 시작했고, 한층 더 높은 수위의 영화들에 출연하기 시작했다. 마일리 사이러스의 최고의 베스트 셀러 싱글은 〈Party in the U.S.A.〉 (2009)이다. 이후 2010년에 《Can't Be Tamed》라는 정규 음반을 발매했고, 새로운 댄스 팝 사운드를 시도했다. 앨범의 리드 싱글 〈Can't Be Tamed〉의 뮤직비디오와 가사는 한층 더 높은 성적인 이미지를 표현했다. 마일리는 미국 잡지 《포브스》가 선정한 '2010 유명인사 100' 순위 중 13위를 차지했다.

## 생애 및 경력

### 1992–2005: 초기 생애
마일리 사이러스는 1992년 11월 23일, 테네시주 내슈빌에서 컨트리 가수 빌리 레이 사이러스와 티쉬(옛 핀레이) 사이에서 태어난 딸이다. 마일리의 부모님은 마일리가 나중에 큰 일을 해낼 것이라고 믿었기에 이름을 ' Destiny Hope ' (데스티니 호프) 라고 지었다. 마일리는 아기였을 때 자주 웃고 있어서 별명이 ' Smiley ' (스마일리) 였는데, 나중에 별명을 ' Miley' (마일리) 로 줄였고, 곧 예명이 된다. 마일리는 아주 위험한 수준까지는 아니지만, 어쩔때 한번씩 일어나는 가벼운 빈맥을 앓고 있었다. 이 때문에 마일리는 무대에 올라갈때마다 심장 걱정을 하지 않을 수 없었다.
마일리가 출생한 한 달 뒤인 1992년 12월 28일, 빌리는 레코드 회사의 반대와는 달리 몰래 티쉬와 결혼식을 올렸다. 빌리는 티쉬 이전에 트레이스와 브랜디라는 두 명의 아이가 있었다. 빌리 레이는 트랜스와 브랜디가 어렸을 때 입양을 했었다. 또한 마일리와 같은 해에 태어난 의붓 남매가 있었는데, 이름은 크리스토퍼 코디로 크리스토퍼는 사우스 캐롤라이나에 있는 집에서 그의 어머니와 함께 지냈다. 그리고 티쉬와 빌리 사이에서 마일리의 동생인 브라이슨과 노아가 태어났다. 한편, 마일리의 대모는 미국의 연예인 돌리 파튼이었다. 또한 마일리의 친할아버지는 미국 정치가로 민주당의 의원 로널드 레이 사이러스였다. 마일리의 할아버지는 2006년에 사망하였고, 마일리는 할아버지를 그리워해 자신의 중간 이름을 "레이"로 바꿨다. 마일리의 아버지에 따르면, "많은 사람들이 내 이름인 빌리 레이에 따라 중간이름을 바꿨다고 생각하지만 사실이 아니에요. 마일리는 할아버지를 많이 사랑했기 때문에 이름을 바꾼거죠."
마일리는 내슈빌에서 2.0 km2 떨어진 테네시 주의 프랭클린의 농장가에서 자라며 웹스턴 초등학교에 다녔다.
마일리는 8살이 되었을 때 연기를 하고 싶어했다. 결국 마일리의 몇몇 형제들과 음악에 관한 일을 시작해 일렉트로닉 팝 밴드 메트로 스테이션이라는 밴드를 만들었고 트레이시는 보컬과 기타를 맡았다. 노아는 배우가 되었으며, 브랜디 또한 기타리스트가 되었다.

### 2006–08: 한나 몬타나로의 성공

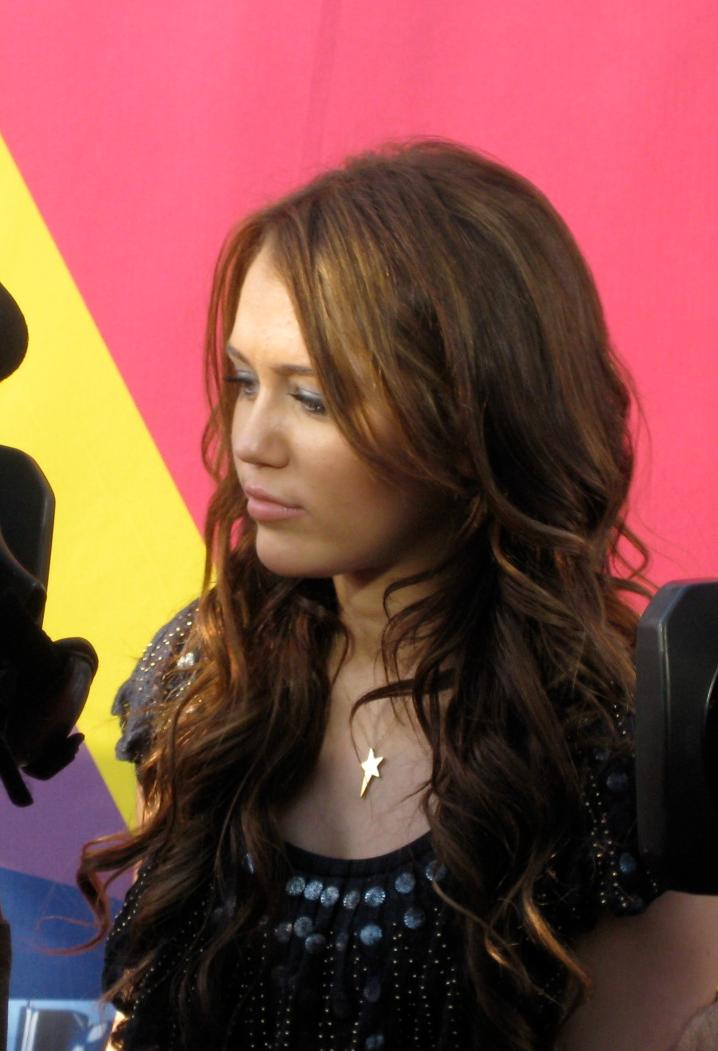
2008 MTV 비디오 뮤직 어워드에서 사이러스.

마일리는 11살때 낮에는 평범한 학생으로 밤에는 틴 팝 스타로 이중생활을 하며 살아가는 소녀에 대한 디즈니 채널의 텔레비전 시리즈 《한나 몬타나》에 주연으로 캐스팅된다. 원래는 주인공의 가장 친한 친구 역할을 하기 위해 오디션 테이프를 보냈지만, 시리즈의 주연 "클레이 스튜어트" 오디션 제안이 들어왔다. 그래서 새 테이프를 보내고 오디션을 보기위해 할리우드로 왔고, 마일리는 역할을 하기에는 너무 작고 어리다는 말을 들었다. 그러나 시리즈의 프로듀서는 마일리의 열정과 노래실력, 연기력에서 가능성을 보고 오디션에 초대했다. 다음 해 마일리는 주연 "마일리 스튜어트" 역을 맡기로 결정되었다. 《한나 몬타나》는 디즈니 채널 프로그램으로 2006년 3월 24일 처음으로 방영되었고, 곧 베이식 케이블의 시리즈 중 가장 인기가 많은 프로그램 중 하나로 올라섰고, 마일리에게 부와 명예를 가져다준다. 프로그램 성공과 함께 마일리는 최고의 10대 아이돌로 급부상했다. 또 월트 디즈니 컴퍼니 출신으로 최초로 텔레비전, 영화, 사업, 음악 등 여러 분야에 걸쳐 활동하는 첫 아티스트가 되었다. 《한나 몬타나》의 테마곡 "The Best of Both Worlds"는 2006년 3월 28일 발매되었다. 사이러스는 《한나 몬타나》와 관련된 노래가 아닌 다른 노래 공연을 할때도 시리즈의 캐릭터와 같은 의상을 입고 무대에 섰다. "The Best of Both Worlds"는 처음으로 차트에 진입한 노래로, 빌보드 핫 100 92위로 데뷔했다. 영국과 아일랜드 차트에서도 각각 43위와 17위까지 올랐다. 2006년 9월 15일에는 한나 몬타나 의상을 입고 치타 걸스의 The Party's Just Begun Tour에 오프닝 게스트로 무대에 섰다. 10월 24일 월트 디즈니 레코드는 첫 《한나 몬타나 사운드트랙》을 발매했다. 2006년 4월 4일 발매된 Disneymania 4에 제임스 배스킷의 "Zip-a-Dee-Doo-Dah"를 커버한 노래를 자신의 이름을 걸고 처음으로 수록했다. Disneymania 4는 발매 첫 주 281,000만 장이 팔리며 빌보드 200 1위로 데뷔했다. 둘째 주에도 1위를 지켰으며, 세계적으로 370만 장 이상이 팔려나갔다. 비슷한 시기 아버지와의 듀엣곡 "Ready, Set, Don't Go"를 발매했다. 이 노래는 빌보드 핫 100 37위까지 오르면서 탑 40위권에 진입한 첫 노래가 되었다. 또 핫 컨트리 송 차트에서도 4위까지 오르면서 이 차트에서 처음으로 탑 10위권에 진입한 노래가 되었다.

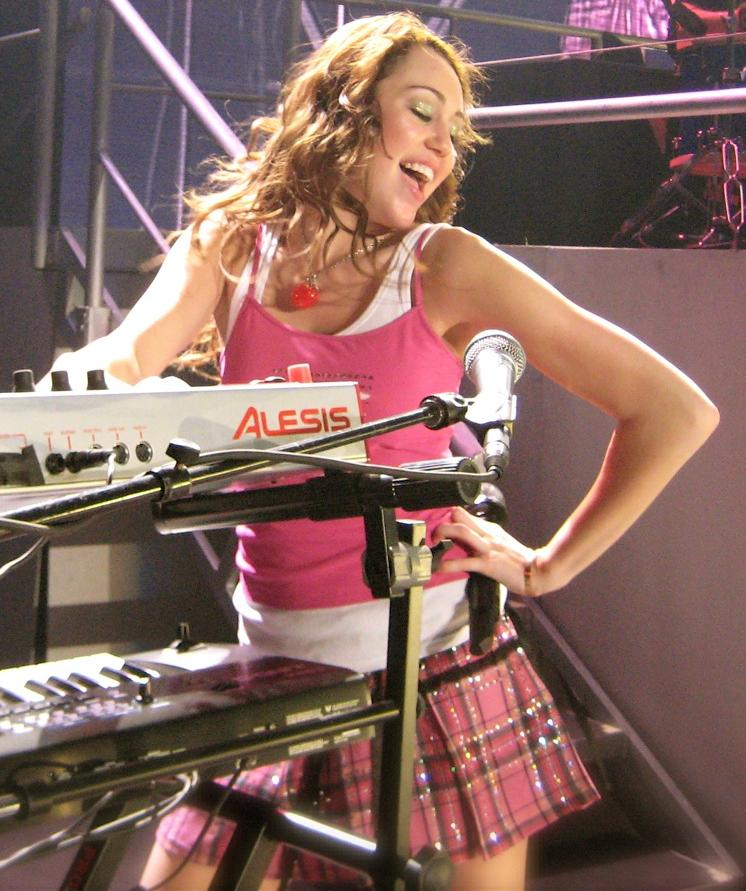

2007년 4월 23일부터 2008년 10월 12일까지 《한나 몬타나》의 두 번째 시즌이 방영되었다. 직후 마일리는 디즈니 소유의 할리우드 레코드와 계약을 체결했다. 2007년 6월 26일에는 더블 디스크로 구성된 한나 몬타나 두 번째 시리즈의 첫 사운드트랙이자 사이러스의 데뷔 정규 앨범 Hannah Montana 2: Meet Miley Cyrus를 발매했다. 앨범은 발매 첫 주 326,000만 장이 팔려 빌보드 200 1위로 데뷔했다. 이후 300만 장 이상 팔리면서 미국 음반 산업 협회로부터 트리플 플래티넘 인증을 받았다. 데뷔 싱글 "See You Again"은 빌보드 핫 100 10위권에 진입하면서 첫 10위권 진입 노래가되었다. 또 RIAA로부터 처음으로 플래티넘 인증을 받은 싱글이다. 이 외에 오스트레일리아, 캐나다에서도 10위권에 진입하면서 성공을 거뒀다. 후속 싱글 "Start All Over"는 2008년 초에 발매되었고, 빌보드 핫 100 68위에 그치면서 이전보다 덜한 성과를 거뒀다. 2007년에 앨범의 홍보를 위해 Best of Both Worlds Tour를 시작했다. 조나스 브라더스, 78바이얼릿, 에버라이프가 오프닝 게스트로 섰으며, 미국과 캐나다를 순회하는 투어로 2007년 10월 17일부터 2008년 1월 31일까지 진행되었다. 티켓은 몇 분에 매진되었다. 티켓마스터의 말에 따르면 "비틀즈와 엘비스 프레슬리 이후로 음악계에서 이런 수준의 수요는 없었다고"한다. 2008년 1월 투어가 끝나고나서 2월 1일 월트 디즈니 픽처스는 일주일동안 투어 실황을 담은 3D 콘서트 영화 《한나 몬타나 & 마일리 사이러스: 베스트 오브 보스 월드 콘서트》를 개봉했다. 영화는 3,100만 달러의 수익을 거둬들였다. 영화의 사운드트랙은 2008년 3월 11일 월트 디즈니 레코드와 할리우드 레코드를 통해 발매되었고, 빌보드 200 3위로 데뷔했다.
2008년 2월 마일리와 친구 맨디 지루스와 유튜브에 The Miley and Mandy Show라고 하는 비디오를 올렸는데, 유튜브에서 많은 인기를 얻었고 이 둘은 재미를 위해서 촬영한 동영상이라고한다. 2008년 5월에는 마일리의 연기 경력에 있어서 지원이 더 필요하다고 판단해 유나이티드 탤런트 에이전시와 계약을 맺었다. 2008년 4월에는 10대 해커가 마일리의 Gmail 계정을 해킹하면서 속옷과 수영복 착용 사진이 유출되었다. 마일리는 2008년 《타임》에서 선정한 타임 100 세계에서 가장 영향력 있는 인물 100인 중 한 명으로 올랐다. 목록에서 이전 어린이 스타 도니 오즈몬드는 "세계를 넘은 15살의 아이돌 가수이자 배우 마일리 사이러스는 자신 커리어의 정점에서 거대한 해일에 올라탔다. 이것은 훌륭하며 사이러스가 그것을 즐기길 바란다. 3~5년이 지나면 마일리는 성인이 되어야한다. 그때가 되면 이미지를 바꾸고 싶어 할 것인데, 그 과정에서 역경과 직면 할 것이다"라고 소개했다. 또 2009년 《빌보드》에서 가장 많이 음반을 판매한 여자 가수 4위에 올랐고, 가수 전체에서는 5위에 해당한다. 16살인 2009년 사이러스는 빌보드 200 1위 앨범을 네 장이나 보유한 가장 젊은 아티스트였다. 2008년 7월 22일 사이러스의 두 번째 정규 앨범 Breakout이 발매되었다. 앨범에 실린 12곡은 사이러스가 공동 작업으로 참여했다. Breakout은 발매 첫 주 371,000만 장을 팔아 빌보드 200 1위로 데뷔했다. 앨범은 100만 장 이상 팔리며 플래티넘 인증을 받았다. Breakout 발매에 앞서 리드 싱글 "7 Things"는 핫 100 10위권에 진입하며 10위권에 진입한 두 번째 노래가 되었다. 두 번째 싱글 "Fly on the Wall"은 핫 100 84위로, 리드 싱글보다 못한 성적을 보였다. 그러나 영국에서는 16위까지 올라갔다. 2008년 4월에는 아빠와 함께 CMT 뮤직 어워드 진행자로 나섰고, 8월에는 혼자서 틴 초이스 어워드 진행을 맡았다. 같은 해 《볼트》에서 페니 성우 역을 맡았고, 이 영화는 비평가들의 호평을 받으며 2008년 11월 21일 개봉되었다. 존 트라볼타와 함께 부른 영화의 사운드트랙 "I Thought I Lost You"는 골든 글로브 후보로 오르기도했다.

### 2009–12:Can't Be Tamed및 영화 활동
2009년 마일리는 《한나 몬타나: 더 무비》에 출연했다. 12곡이 수록된 사운드트랙과 영화 모두 상업적 성공을 거뒀다. 사운드트랙의 리드 싱글 "The Climb"은 12개 국가에서 40위권에 진입했고 전형적인 틴 팝 팬들 뿐 아니라 일반 대중 팬들도 끌어들였다. 2009년 6월 5일 《한나 몬타나》 세 번째 시리즈 제작을 끝내고나서 하차를 고려했으나, 몇가지 조건을 추가하고 네 번째 시리즈를 제작하기로 했다. 2009년 9월 항암제 캠페인 Stand Up to Cancer를 지원하는 자선 싱글 "Just Stand Up!"과 암 연구와 훈련 프로그램을 지원하는 자선 콘서트 City of Hope에 참여했다. 또한 환경 운동 단체 디즈니 프랜즈 포 체인지의 일환으로 다른 디즈니 채널 스타들과 함께 자선 싱글 "Send It On" 녹음에 참여했다. 그런 후 세 번째 한나 몬타나 사운드트랙을 발매해 첫 주 137,000만 장을 팔아 빌보드 200 2위로 데뷔했다. 이 앨범은 전의 앨범에 비해 훨씬 낮은 첫 주 판매량을 기록했으며 마일리의 앨범 중 최초로 RIAA 인증을 받지 못했다. 그러나 싱글 "He Could Be the One"은 핫 100 10위권에 진입했다. 2009년 3월 16살이 되는 지금까지의 삶을 책으로 담은 Miles to Go를 힐러리 리프틴과 공동으로 출간했다.
마일리는 2009년 막스 아즈리아와 월마트의 협력으로 첫 의류 라인을 런칭했다. 2009년 8월 31일에는 첫 EP 앨범 The Time of Our Lives를 발매했다. 마일리는 The Time of Our Lives에 대해 "지금까지와 다른 앨범이다. 나는 사람들에게 다음 앨범의 소리를 약간 들려주고 시간을 좀 더 벌기 위해 이 앨범을 만들었다"고 말했다. 앨범은 발매 첫 주 62,000만 장을 팔아 빌보드 200 3위로 데뷔했다. 그러나 다음 주에 153,000만 장을 팔며 2위로 상승했다. 리드 싱글 "Party in the U.S.A."는 빌보드 핫 100 2위로 데뷔해 지금까지의 싱글 중 가장 높은 순위를 기록했다. 앨범의 홍보를 위한 미국, 영국, 아일랜드를 방문하는 50회로 이루어진 Wonder World Tour를 시작했다. 투어는 혹평을 듣긴했지만 세계적으로 6,710만 달러를 벌어들여 상업적인 성공을 거뒀다. 2009년 12월 7일 마일리는 노스웨스트잉글랜드 블랙풀에서 열린 로얄 버라이어티 퍼포먼스에서 공연을 했는데, 엘리자베스 2세와 수 많은 영국 왕족이 지켜봤다.

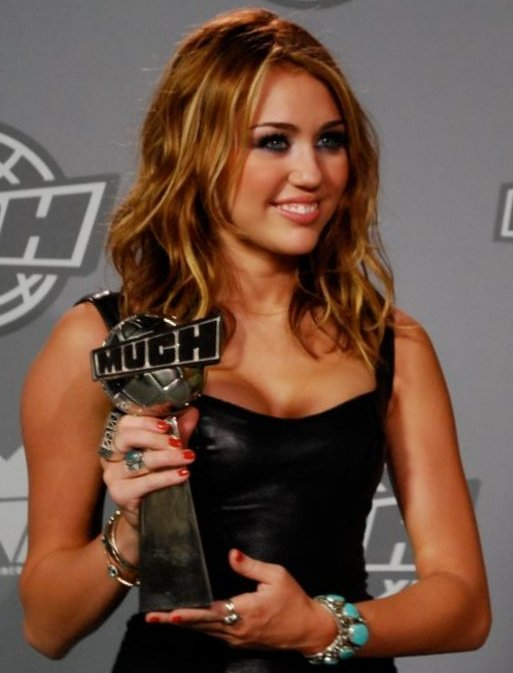
2010년 머취뮤직 비디오 어워드에서 마일리 사이러스.

2008년 말부터 마일리는 이전보다 성숙해진 이미지를 추구하기 시작했다. 노벨 수상자 니콜라스 스파크스와 제프 반 위가 공동으로 만들어낸 영화 《라스트 송》에 출연한다. 마일리는 가수로써 맞는 배역은 아니였다며 다음과 같이 말했다: "나는 또 다른 영화에서 가수가 되고싶지 않다. 더 이상 원하지도 않는다. 사람들은 내가 얼마나 많은 음악 쇼들을 했는지 모를 것이다. 난 좀 더 진지하고 심각한 역할을 맡고싶다." 《라스트 송》 제작은 2009년 6월 15일부터 8월 18일까지 진행되었다. 2010년 3월 31일 《라스트 송》이 개봉되었고, 대부분 평론가들은 마일리의 연기력에 부정적인 평가를 했다. 연기력에서는 비판을 받았을지라도 세계적으로 박스오피스 8,800만 달러의 수익을 거두면서 상업적인 성공을 했다. 박스오피스 분석기관 이그지비터 릴레이션스는 "영화의 흥행 요인은 마일리의 성숙한 역할"이라고 분석했다. 영화 작업을 끝내기 전 마일리는 그동안 9달 동안 사귀어왔던 모델 저스틴 가스톤과 헤어졌고, 오스트레일리아 출신의 배우 리엄 헴스워스와 영화 촬영 중에 연인관계로 발전했다. 이후 "처음으로 진지하게 만나는 남자친구"라고 소개했다. 영화가 개봉되고 나서는 결별을 선언했으나, though they later reconciled. 《한나 몬타나》 마지막 시즌을 촬영하고 있을 시기 다시 재결합을 했다. 마지막 시즌은 디즈니 채널에서 2010년 7월 11일부터 2011년 1월 16일까지 방영되고 끝났다.
이러한 배우 활동을 하던 중 마일리는 세 번째 정규 앨범 Can't Be Tamed 녹음을 진행하고 있었고, 2010년 아이티 지진을 후원하기 위한 자선 싱글 "We Are the World: 25 for Haiti"와 "Everybody Hurts"에 참여했다. 세 번째 정규 앨범은 할리우드 레코드에서 발매하는 마지막 앨범으로 2010년 6월 21일 발매되었다. 앨범은 발매 첫 주 106,000만 장을 팔면서 빌보드 200 3위로 데뷔했는데, 지금까지 정규 앨범중 가장 낮은 첫 주 판매량을 기록함녀서 처음으로 빌보드 200 1위를 놓치게 되었다. 또 미국에서 총 판매량 343,000만 장을 기록해 RIAA 인증을 받지 못했다. 리드 싱글 "Can't Be Tamed"은 2010년 5월 18일 발매했고 빌보드 핫 100 최고 8위까지 올랐다. 두 번째 싱글이자 앨범의 마지막 싱글 "Who Owns My Heart"는 유럽 국가에서만 발매되었다. 2011년 2월 사이러스는 Gypsy Heart Tour를 시작한다고 발표했다. 투어는 총 21회로 이루어져 2011년 4월 29일 시작해 7월 2일 끝냈다. 사이러스는 이번 활동을 하면서 이전보다 자극적이고 선정적인 의상과 안무를 선보여 대중들로부터 비판을 받았다.
Can't Be Tamed 발매한 이후 마일리는 배우로서 활동에 더 집중하기 위해 가수 활동은 잠시 접었다. 또 연예인 활동을 위해 대학은 갈 수 없다고 말하며 지금 이자리를 지키고 즐기고 싶다고 말했다. 2011년 3월 5일 마일리는 《섀터데이 나이트 라이브》의 호스트로 출연했다. 평론가들은 에피소드가 꽤 재미있었다며 대체로 긍정적인 평가를 했다. 이후 MTV의 《펑크드》에 켈리 오스본, 클로에 카다시안과 함께 출연했다. 2012년 마일리는 데미 무어와 함께 영화 《LOL》에 출연했다. 영화에서 롤라 역을 맡았는데, 내용은 10대 소녀의 술, 마약, 성적경험 등에 대한 이야기이다. 개봉은 몇몇 지역에서만 이루어졌고 대중성, 작품성 모두 인정받지 못했다. 이후 FBI에 고용된 마일리가 대학 여학생 클럽에 위장잠입하는 내용의 코미디 영화 《소 언더커버》에 출연했다. 영화는 2013년 2월 5일 미국에서 디렉트-투-비디오 로 발매되었다.
2012년 마일리는 트리븃 앨범 Chimes of Freedom: Songs of Bob Dylan Honoring 50 Years of Amnesty International에서 밥 딜런의 노래 "You're Gonna Make Me Lonesome When You Go"를 커버했다. 2012년부터 마일리는 클래식 노래를 커버 하는 등 다양한 음악 활동을 했다. 같은 해 CBS 시트콤 《두 남자와 1/2》에 제이크 하퍼의 여자친구 역으로 게스트 출연을 했다. 또 애니메이션 영화 《몬스터 호텔》에서 마비스 역으로 출연하기로 했지만, 가수 활동때문에 무산되었다. 2012년 5월 31일 마일리와 헴스워스는 3.5캐럿 다이아몬드 반지와 함께 약혼식을 올렸다.

### 2012–2013: 새로운 이미지Bangerz

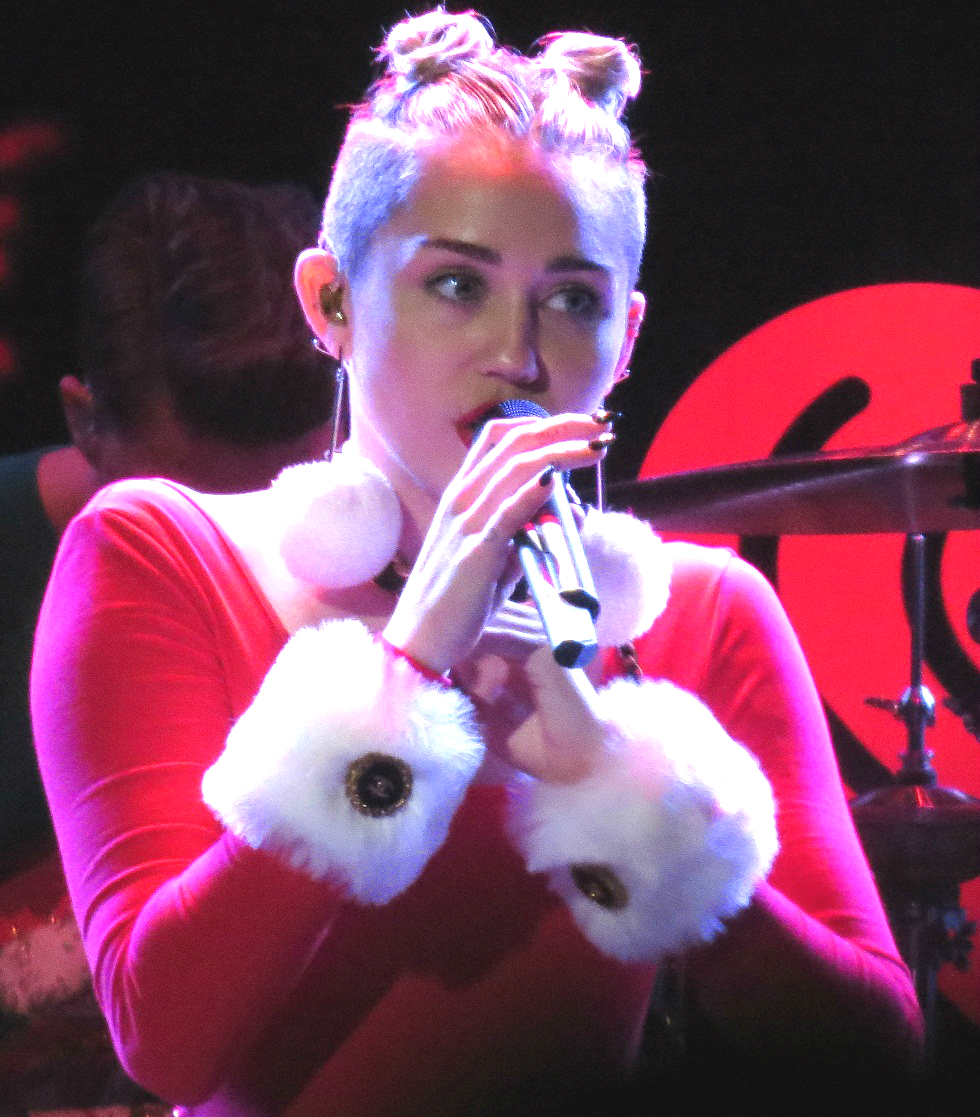
2013년 12월 18일 플로리다주 탬파에서 열린 징글 볼 콘서트 중 마일리 사이러스.

2012년 사이러스는 오랫동안 해왔던 갈색의 긴 머리를 금발의 단발로 자르면서 언론들의 관심을 끌었다. 이에 대해 "평범한 삶에서 많은 것을 느끼지 못했다. 인생을 정말로 다르게 살아야한다"고 말했다. 2013년 사이러스는 이전에 브리트니 스피어스의 매니저 경력이 있는 래리 루돌프를 새로운 매니저로 고용했다. 다음 해 10월 네 번째 정규 앨범 Bangerz를 발매하면서 할리우드 레코드를 나와 RCA 레코드와 새로이 계약을 맺었다. 2013년 6월 3일 새 앨범의 리드 싱글 "We Can't Stop"이 발매되었다. 싱글은 빌보드 핫 100 최고 2위까지 올라갔다. 또 뉴질랜드와 영국에서 처음으로 1위에 올랐다. 뮤직비디오는 엇갈린 반응을 받았는데, 마일리는 좀 더 선정적인 이미지로 변신했다. 뮤직비디오는 Vevo에서 공개 24시간만에 조회수 1,000만 건을 넘기는 기록을 세웠고, 37일만에 1억건을넘어 신기록을 세웠다.
새 앨범에서 마일리는 여러 가수들과 작업을 했다. 록 마피아의 노래 "Morning Sun"에 게스트 보컬로 참여했고, 보르고어의 "Decisions"에는 백보컬로 참여했다. 사이러스와 헴스워스는 나중에 이 노래의 뮤직비디오에 출연했다. 또한 스눕 독의 2013년 4월 4일 발매된 앨범 Reincarnated의 리드 싱글 "Ashtrays and Heartbreaks"에 피처링으로 참여했다. 이후 윌 아이 엠의 2013년 4월 16일 발매된 앨범 willpower에서 "Fall Down" 피처링으로 참여했다. 이 싱글은 "Can't Be Tamed" (2010) 이후 3년만에 빌보드 핫 100 58까지 올랐다. 뿐만 아니라 캐나다에서는 20위권, 영국에서는 40위권까지 진입했다. 5월 23일에는 위즈 칼리파, 쥬시 J와 함께 마이크 윌 메이드 잇의 싱글 "23"에 피처링으로 참여했다. 또 릴 트위스트의 싱글 "Twerk" 백보컬로 참여했다.
Bangerz의 두 번째 싱글 "Wrecking Ball"은 2013년 9월 9일 발매되었다. 뮤직비디오는 공개 24시간만에 조회수 1,930만 건을 기록하며 Vevo 신기록을 다시 세웠다. "Wrecking Ball"은 빌보드 핫 100 1위에 오르며 마일리의 노래 중 최초로 1위를 했다.
9월 16일에는 헴스워스와의 약혼식이 파기되었다고 알리며 4년간의 연애관계를 끝냈다. 10월 2일에는 MTV 비디오 뮤직 어워드에서 공연을 하며 엄청난 화제를 만들어냈다.

### 2014-2015: 조용했던Miley Cyrus & Her Dead Petz
2015년 마일리의 새로운 정규 앨범이 발매되었다. 이전의 곡과는 상당히 다른 느낌을 가지며, 이전 앨범들에 비해 대중성이 상당히 적었다. 특히 우리 나라에서는 거의 인지도가 없었던 앨범이다.

### 2017: 한나 몬타나로의 귀환Younger Now
2017년 5월 11일 마일리 사이러스가 드디어 컴백했다. 첫번째로 공개한 싱글은 'Malibu'로, 말리부는 지금 그녀의 연인인 리암 헴스워스와 마일리가 사는 곳이다.
알란 워커, 티에스토 등의 유명 디제이와 함께한 리믹스도 공개되었다. 라이브에서 항상 스튜디오 버전과 동일한 수준을 보여주며 보컬리스트로서 완성된 면모를 보여준다.
두번째로 공개된 싱글은 'Inspired'로 잔잔한 분위기의 곡이다.
세번째로 공개된 싱글은 'Younger Now'로 이번 정규 앨범의 이름이기도 하며, 2017 MTV VMA에서 라이브로 공연했다.
그녀가 즐겨 부르는 컨트리 송인 'Jolene'을 부른 가수인 돌리 파튼과 함께 부른 'Rainbowland'등이 수록되어 있으며,
컨트리 풍의 곡들이 많이 수록되어있다.

## 사생활
2009년 6월 영화 《라스트 송》 촬영하는 동안 2살 연상 상대 배우인 리엄 헴스워스와 연인으로 발전해, 2010년, 2011년 두 차레 이별과 재결합을 반복하였고,2012년 6월 두 사람은 약혼하였다. 2013년 9월 약혼을 파기했지만, 2016년 재결합한 뒤 2018년 12월에 결혼식을 올렸다. 그러나 결국 두 사람은 결혼 8개월 만에 이혼했다.

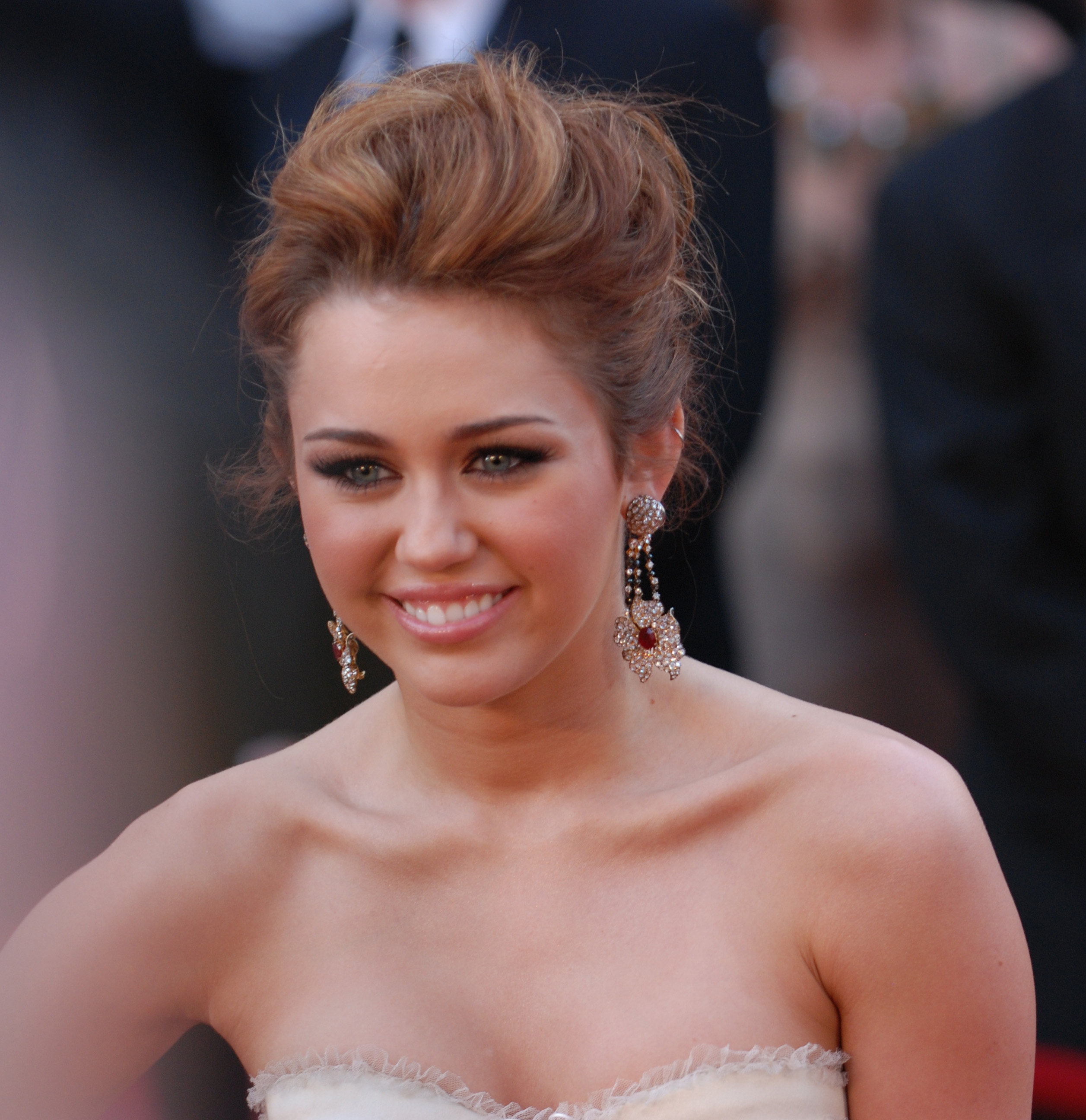
2012년 제82회 미국 아카데미 시상식에서 마일리 사이러스

## 음반 목록

### 정규 앨범
- 2007: 《Meet Miley Cyrus》
- 2008: 《Breakout》
- 2010: 《Can't Be Tamed》
- 2013: 《Bangerz》
- 2015: 《Miley Cyrus & Her Dead Petz》
- 2017: 《Younger Now》
- 2020: 《Plastic Hearts》
- 2023: 《Endless Summer Vacation》
- 2025: 《Something Beautiful》

## 투어
- Best of Both Worlds Tour (2007~2008)
- Wonder World Tour (2009)
- Gypsy Heart Tour (2011)
- Bangerz Tour (2014)
- Milky Milky Tour (2015)

## 출연 작품
| 연도 | 제목                                                            | 역할                          | 비고                      |
| ---- | --------------------------------------------------------------- | ----------------------------- | ------------------------- |
| 2003 | 《빅 피쉬》                                                     | 젊은 루씨                     |                           |
| 2007 | 《하이 스쿨 뮤지컬 2》                                          | 수영장의 소녀                 | 디즈니 채널 오리지널 영화 |
| 2008 | 《한나 몬타나 & 마일리 사이러스: 베스트 오브 보스 월드 콘서트》 | 자신                          | 3D 콘서트 영화            |
| 2008 | 《볼트》                                                        | 페니 (목소리)                 |                           |
| 2009 | 《한나 몬타나: 더 무비》                                        | 마일리 스튜어트 / 한나 몬타나 |                           |
| 2010 | 《라스트 송》                                                   | 베로니카 로니" 밀러           |                           |
| 2010 | 《섹스 앤 더 시티 2》                                           | 자신                          | 카메오                    |
| 2011 | LOL: 래핑 아웃 라우드                                           | 롤라                          | 프랑스 영화 리메이크 작   |
| 2011 | 《저스틴 비버: 네버 세이 네버》                                 | 자신                          | 카메오                    |
| 2012 | So Undercover                                                   | 몰리                          | [ 163 ]                   |

| 연도       | 제목                                   | 역할                          | 비고                                                           |
| ---------- | -------------------------------------- | ----------------------------- | -------------------------------------------------------------- |
| 2001~ 2003 | Doc                                    | 카일리                        | 연속적인 역할                                                  |
| 2006~ 2011 | 《한나 몬타나》                        | 마일리 스튜어트 / 한나 몬타나 | 주연                                                           |
| 2006       | 《잭과 코디, 우리집은 호텔 스위트 룸》 | 마일리 스튜어트 / 한나 몬타나 | "That's So Suite Life of Hannah Montana" (시즌 2, 에피소트 20) |
| 2007       | 《리플레이스먼트》                     | 유명 연예인 (목소리)          | "Frog Prince" (시즌 2, 에피소드 5)                             |
| 2007? 2008 | Emperor's New School                   | 야타 (목소리)                 | 연속적인 역할                                                  |
| 2009       | 《잭과 코디, 우리 학교는 호화 유람선》 | 마일리 스튜어트 / 한나 몬타나 | "Double-Crossed" (시즌 1, 에피소드 21)                         |

## 수상 경력
- 2013년 유럽 뮤직 어워드 - Best Video (Wrecking Ball)
- 2013년 틴 아이콘 어워드 - 올해의 인물
- 2013년 틴 아이콘 어워드 - 아이코닉 여자 스타상
- 2013년 틴 아이콘 어워드 - 아이코닉 여자 가수상
- 2013년 틴 아이콘 어워드 - 아이코닉 트위터상
- 2013년 틴 아이콘 어워드 - 아이코닉 Rebel 부분
- 2013년 틴 아이콘 어워드 - 아이코닉 팬덤
- 2013년 틴 아이콘 어워드 - 아이코닉 뮤직비디오상 (Wrecking Ball)
- 2013년 틴 초이스 어워드 - 초이스 섬머 송 (We Can't Stop)
- 2012년 VEVOCertified 어워드 - 100.000.000 Views ("Party in the U.S.A.")
- 2012년 VEVOCertified 어워드 - 100.000.000 Views ("7 Things")
- 2012년 VEVOCertified 어워드 - 100.000.000 Views ("Can't Be Tamed")
- 2012년 틴 아이콘 어워드 - 아이코닉 트렌트세터상
- 2012년 틴 아이콘 어워드 - 아이코닉 여자 스타상
- 2012년 틴 아이콘 어워드 - 아이코닉 트위터상
- 2012년 틴 아이콘 어워드 - 아이코닉 커플상 (with 리엄 헴스워스)
- 2012년 틴 초이스 어워드 - 여성 섹시스타상
- 2012년 틴 초이스 어워드 - 패션 여성 아이콘상
- 2012년 쇼트 뮤직 어워드 - 쇼트 스타상 (Miley Cyrus with 데미 로바토)
- 2012년 Make-a-Wish Foundation - 스페셜 부분
- 2012년 카프리치오 어워드 - 베스트 커플상 (with 리엄 헴스워스)
- 2011년 틴 아이콘 어워드 - 아이코닉 커플상 (with 리엄 헴스워스)
- 2011년 틴 아이콘 어워드 - 아이코닉 트위터상
- 2011년 글로벌 액션 어워드 - 글로벌 액션 어린 리더쉽상
- 2011년 키즈 초이스 어워드 - 영화부분 : 좋아하는 여자배우상 (마일리 사이러스)
- 2011년 틴 초이스 어워드 - 초이스 뮤직:러브 송 ("Can't Be Tamed")
- 2010년 틴 아이콘 어워드 - 아이코닉 커플상 (with 리엄 헴스워스)
- 2010년 틴 아이콘 어워드 - 아이코닉 무비 여자배우상 (라스트 송)
- 2010년 틴 아이콘 어워드 - 아이코닉 여자 스타상
- 2010년 머치뮤직 비디오 어워드 - 좋아하는 해외 가수 비디오상 ("Party in the U.S.A.")
- 2010년 니켈로디언 오스트레일리안 키드 초이스 어워드 - 좋아하는 영화 스타상 (라스트 송)
- 2010년 니켈로디언 오스트레일리안 키드 초이스 어워드 - 좋아하는 키스상 (with 리엄 헴스워스)
- 2010년 ASCAP 팝 뮤직 어워드 - 가장 우수한 퍼포먼스 노래상
- 2010년 버긴 미디아 뮤직 어워드 - 최우수 뮤직비디오상 ("Can't Be Tamed")
- 2010년 German Bravo Otto - 좋아하는 최우수 무비스타상(Gold Otto) (마일리 사이러스)
- 2010년 키즈 초이스 어워드 - 영화부분 : 좋아하는 여자배우상 (마일리 사이러스)
- 2010년 제36회 피플스 초이스 어워드 - 좋아하는 여자 신인배우상 (마일리 사이러스)
- 2010년 틴 초이스 어워드 - 초이스 무비: 드라마부분 여자배우상 (라스트 송)
- 2010년 틴 초이스 어워드 - 초이스 무비 심술상 (라스트 송)
- 2010년 틴 초이스 어워드 - 초이스 패션:셀리브리티 패션 라인상
- 2009년 제18회 MTV 무비어워드 - 영화 속 최고 노래상 ("The Climb") (한나 몬타나: 더 무비)
- 2009년 German Bravo Otto - 좋아하는 TV 여자배우상(Gold Otto) (마일리 사이러스)
- 2009년 German Bravo Otto - 좋아하는 가수상(Silver Otto) (마일리 사이러스)
- 2009년 City Of Hope - 스페셜 부분
- 2009년 그래이시 엘렌 어워드 - 코미디부분 우수 여자연기상 (마일리 사이러스)
- 2009년 키드 초이스 어워드 - 좋아하는 여성 가수상
- 2009년 틴 초이스 어워드 - 초이스 섬머:싱글상 ("The Climb")
- 2009년 틴 초이스 어워드 - 초이스 TV 여자배우상 (한나 몬타나: 더 무비)
- 2009년 틴 초이스 어워드 - 초이스 무비 심술상 (한나 몬타나: 더 무비)
- 2009년 틴 초이스 어워드 - 초이스 뮤직:싱글상
- 2008년 키드 초이스 어워드 - 좋아하는 여성 가수상
- 2008년 니켈로디언 영국 키드 초이스 어워드 - 좋아하는 여자 TV스타상 (한나 몬타나)
- 2008년 그래이시 엘렌 어워드 - 코미디부분 우수 여자연기상 (한나 몬타나: 더 무비)
- 2008년 BMI 어워드 - 위닝 노래상 ("See You Again")
- 2008년 빌보드 투어닝 어워드 - 신인상
- 2008년 니켈로디언 오스트레일리안 키드 초이스 어워드 - 좋아하는 해외 가수상
- 2008년 니켈로디언 오스트레일리안 키드 초이스 어워드 - 좋아하는 해외 TV스타상
- 2008년 키드 초이스 어워드 - TV 드라마부분 : 좋아하는 여자배우상 (한나 몬타나)
- 2008년 틴 초이스 어워드 - 초이스 뮤직:여성 가수상
- 2008년 틴 초이스 어워드 - 초이스 코미디부분 TV 여자배우상 (한나 몬타나)
- 2008년 영 아티스트 어워드 - TV 드라마부분 : 최우수 신인 배우상 (한나 몬타나)
- 2007년 키드 초이스 어워드 - TV 드라마부분 : 좋아하는 여자배우상 (한나 몬타나)
- 2007년 골든 아이콘 어워드 - 최우수 아역모델상
- 2007년 틴 초이스 어워드 - 초이스 코미디부분 TV 여자배우상 (한나 몬타나)
- 2007년 틴 초이스 어워드 - 초이스 섬머 아티스트상

## 같이 보기
- 대중음악의 별명 목록
- 빌보드 소셜 50